# Intento de colonización española del estrecho de Magallanes
El imperio español intentó colonizar el estrecho de Magallanes en la década de 1580 con el objetivo de controlar el entonces único paso conocido entre los océanos Atlántico y Pacífico. El proyecto fue una respuesta directa a la entrada inesperada de Francis Drake al Pacífico utilizando el estrecho en 1578 y los estragos posteriores que sus hombres causaron en la costa del Pacífico de la América española. El proyecto colonizador se materializó en una expedición naval encabezada por el veterano explorador Pedro Sarmiento de Gamboa que zarpó desde Cádiz en diciembre de 1581. La expedición fundó dos asentamientos de corta duración en el estrecho, Ciudad del Nombre de Jesús y Ciudad del Rey Don Felipe.
Los colonos demostraron estar mal preparados para el ambiente fresco y ventoso del estrecho, y el hambre y las enfermedades pronto se generalizaron. Una expedición de reabastecimiento reunida en Río de Janeiro en 1585 por Sarmiento no pudo llegar al estrecho debido al clima adverso. Intentos posteriores de ayudar a las colonias moribundas se vieron obstaculizados por la caída de Sarmiento en manos de los corsarios ingleses en 1586 y probablemente también por la creciente presión sobre los recursos de España como resultado de las guerras de Felipe II con Inglaterra y los rebeldes holandeses.  El último sobreviviente conocido fue rescatado por un barco que pasaba en 1590. 
Como más tarde se hizo evidente que existían rutas alternativas al estrecho de Magallanes al sur de Tierra del Fuego, las autoridades españolas abandonaron los planes de establecerse en el estrecho.

## Antecedentes

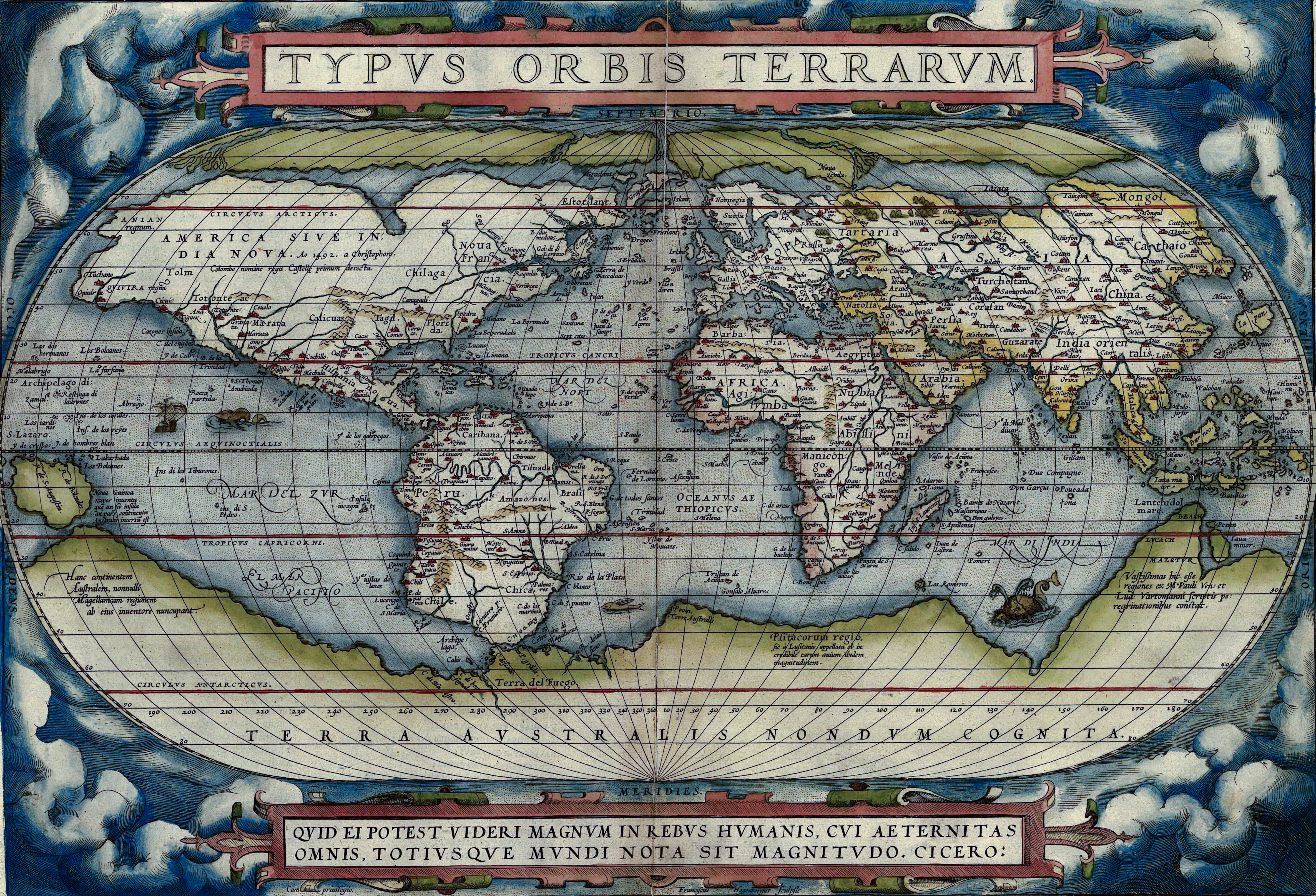
Mapa de 1570 de Abraham Ortelius que representa el estrecho de Magallanes y un entonces hipotético Paso del Noroeste como los únicos pasajes entre los océanos Atlántico y Pacífico.

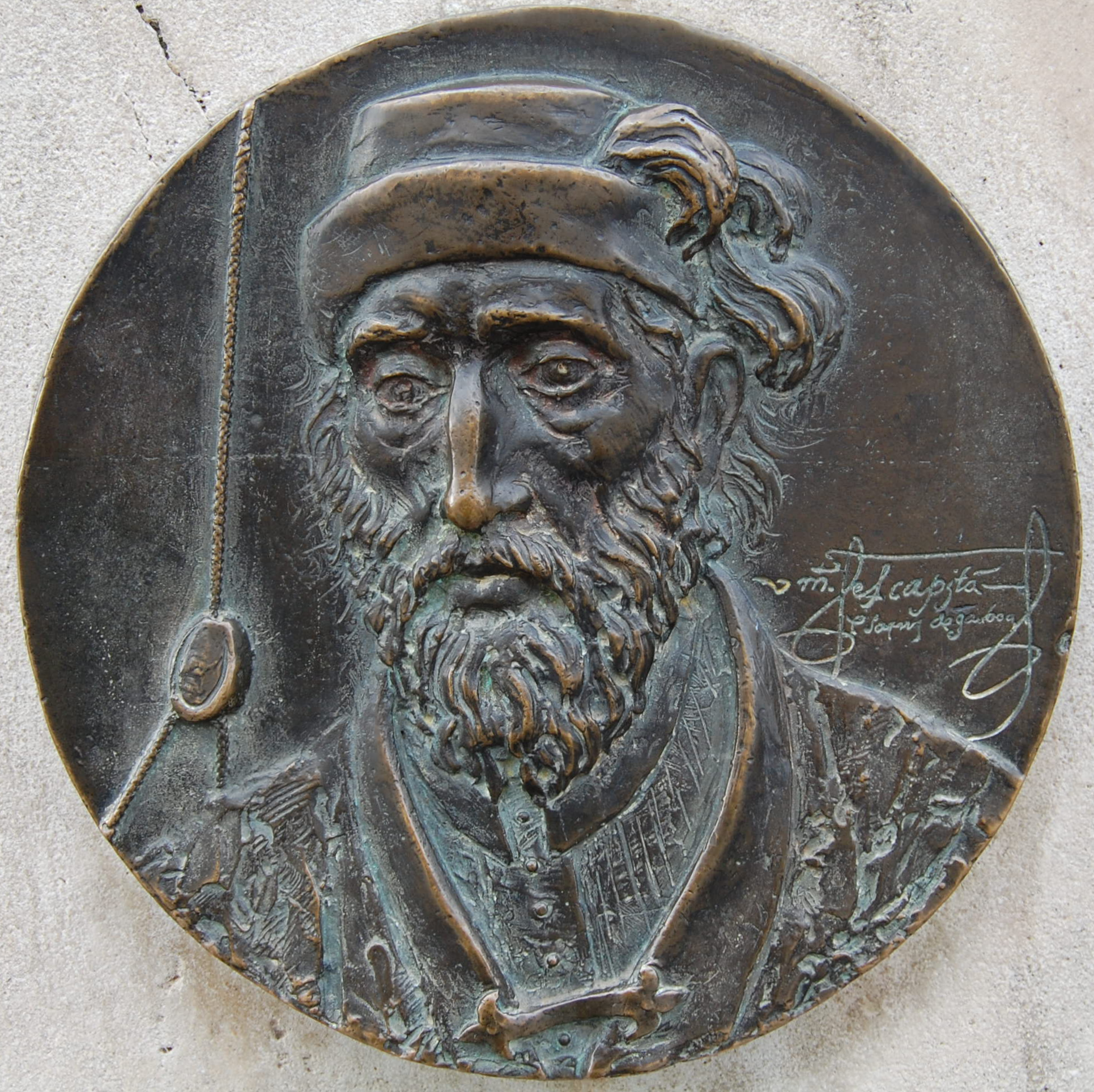
Placa conmemorativa de Pedro Sarmiento de Gamboa en Alcalá de Henares.

Los exploradores del siglo XVI y las autoridades españolas tenían puntos de vista diferentes sobre el Estrecho de Magallanes. Antonio Pigafetta entendió su viaje por la zona como una hazaña irrepetible, pero otros en Europa lo vieron en cambio como una oportunidad y un lugar estratégico para facilitar el comercio de largo alcance. En el relato de Pigafetta, describió el estrecho como un área hospitalaria con muchos buenos puertos, madera de "cedro" y abundantes mariscos y pescados. Se sabe que el conquistador Pedro de Valdivia en un momento consideró el estrecho como una amenaza, ya que temía que conquistadores rivales llegaran por él para desafiar sus reclamos sobre Chile. Más tarde, cuando Valdivia había consolidado sus pretensiones, mostró interés en él como una forma de vincular su colonia directamente con Sevilla. Valdivia envió dos expediciones marítimas desde Chile para explorar el estrecho, primero Juan Bautista Pastene en la primavera de 1544 y Francisco de Ulloa en el verano de 1553-1554. En 1552 Valdivia envió a Francisco de Villagra en misión para llegar al Estrecho de Magallanes. Primero debía cruzar los Andes desde las ciudades españolas en Chile, luego llegar a la costa atlántica y seguirla hacia el sur hasta encontrar el estrecho. Sin embargo, Villagra y sus hombres sólo llegaron hasta el río Limay. El sucesor de Valdivia, García Hurtado de Mendoza, envió otra expedición marítima al estrecho dirigida por Juan Ladrillero en el verano de 1557-1558.
El estrecho de Magallanes nunca fue alcanzado por la colonización española por tierra de América del Sur, ya que la expansión hacia el sur se detuvo después de la conquista del archipiélago de Chiloé en 1567. Se cree que los españoles carecieron de incentivos para nuevas conquistas al sur; las poblaciones indígenas eran escasas y no participaban en la vida agrícola sedentaria de los españoles.
A lo largo de los siglos XVI y XVII, España consideró al océano Pacífico como un Mare clausum, esto es, un mar cerrado a otras potencias navales. En 1578, el navegante inglés Francis Drake ingresó al Pacífico cruzando el estrecho, inaugurando efectivamente una era de corsarios y piratas a lo largo de las costas de Chile. Las noticias de las hazañas de Drake crearon miedo y sentimientos de incertidumbre en los asentamientos del Pacífico de América española. Respondiendo a esta amenaza emergente el Virrey del Perú, Francisco de Toledo, envió una escuadra con dos barcos al mando de Pedro Sarmiento de Gamboa para explorar la factibilidad de fortificar el estrecho y así controlar la entrada al Pacífico desde el Atlántico. La expedición de Pedro de Gamboa exploró el estrecho, tratando de descubrir a los invasores ingleses, mientras inspeccionaba lugares para futuras fortificaciones.

## Intento de colonización

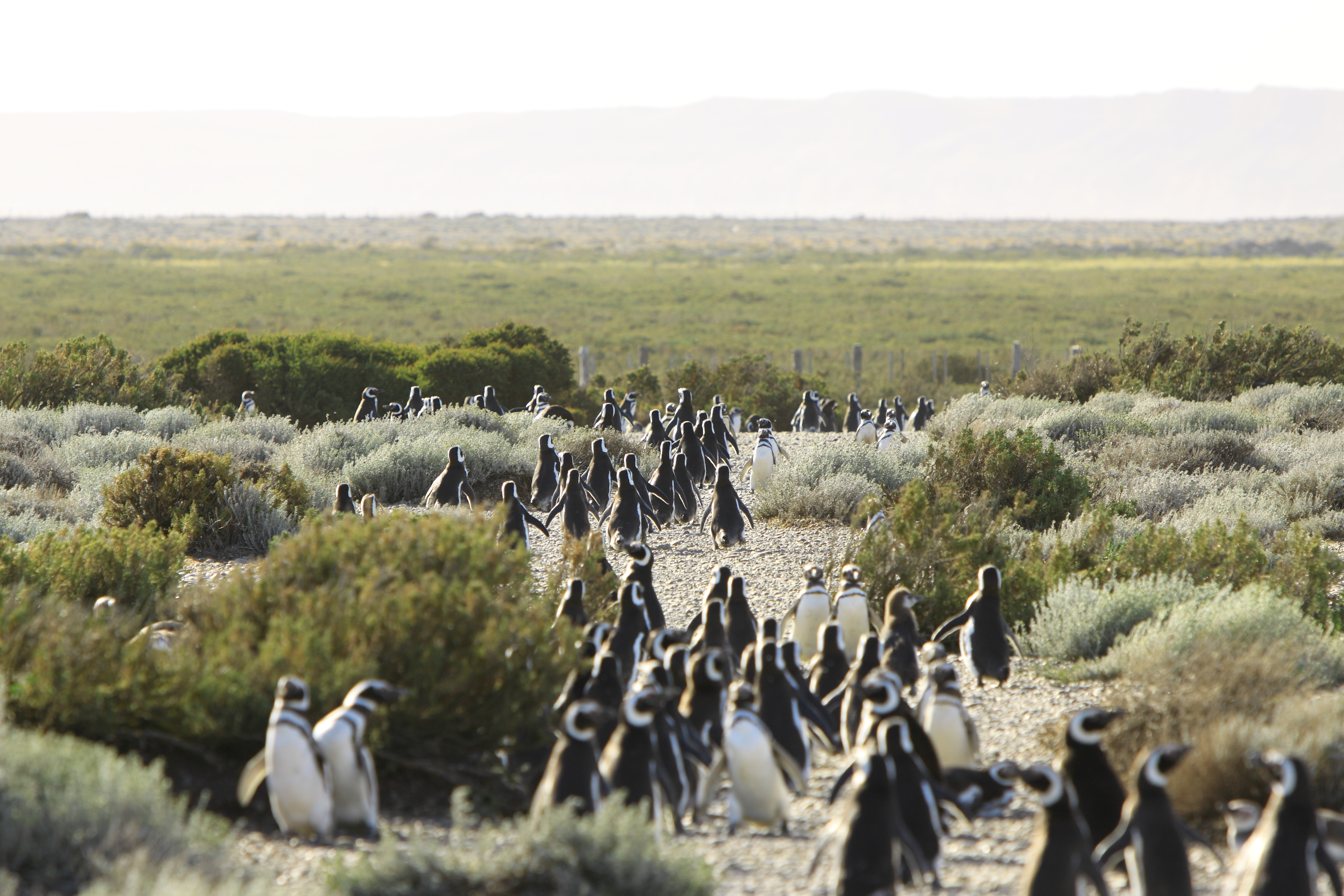
Colonia de pingüinos magallánicos con el sitio arqueológico de Nombre de Jesús al fondo

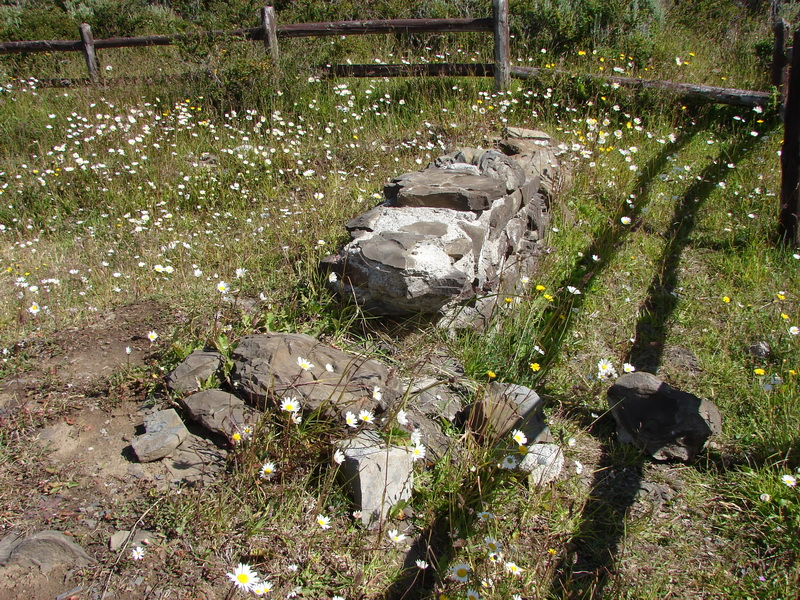
Ruinas de la iglesia construida por los colonos en Ciudad Rey Don Felipe en 1584.

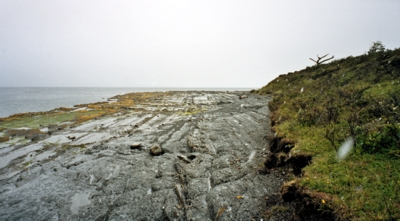
La costa cerca de Ciudad del Rey Don Felipe.

Después de medir el estrecho, Sarmiento partió para España y obtuvo allí por medio del Rey navíos y colonos para un proyecto definitivo de colonización y fortificación. El duque de Alba apoyó el proyecto y sugirió algunas modificaciones. El plan incluía construir un fuerte a cada lado de Primera Angostura, un estrecho dentro del estrecho. El ingeniero militar italiano Giovanni Battista Antonelli participó en el diseño de las fortificaciones. Sin embargo, la ubicación en Primera Angostura se descartó más tarde porque la marea ayudaría a los barcos a cruzar el paso angosto. La expedición que zarpó de España incluía unos 350 colonos y 400 soldados.
De regreso en el estrecho de Magallanes, Sarmiento fundó la ciudad de Nombre de Jesús en su entrada al Atlántico el 11 de febrero. En la noche del 17 de febrero, un grupo encabezado por los oficiales Diego de la Rivera y Antón Pablos abandonó el resto de la expedición en secreto por la noche llevándose consigo los tres mejores barcos y la mayor parte de los suministros. En Nombre de Jesús, Sarmiento dejó al cargo a Antonio de Biedma mientras éste partía con una partida a pie para seguir la ribera norte del estrecho. El 23 de marzo la comitiva de Sarmiento llegó a una bahía con condiciones favorables donde fundaron la Ciudad del Rey Don Felipe dos días después. En ella se construyeron varias edificaciones de madera, incluyendo una iglesia, un ayuntamiento, una revista real, un convento franciscano y una casa parroquial.
Los colonos estaban mal preparados, eran principalmente de Andalucía, cuyo clima mediterráneo difería del de la Patagonia azotada por el viento. Se esperaba que los asentamientos fueran autosuficientes, pero el cultivo de plantas que los españoles habían traído consigo resultó difícil. En cambio, los colonos desarrollaron una dieta de mariscos y corteza de canelo.
Nombre de Jesús fue abandonado a los cinco meses de existencia y su población migró hacia la Ciudad del Rey Don Felipe. Allí, al darse cuenta de que no había suficiente comida para todos, Andrés de Biedma ordenó que la gente se dispersara por la costa norte del estrecho y esperara cualquier barco que pudiera brindar ayuda. La expedición de reabastecimiento de Sarmiento nunca llegó al estrecho debido a una tormenta. En el invierno de 1584, en medio del hambre y las enfermedades, los colonos liderados por Biedma intentaron evacuar a algunos colonos en dos embarcaciones construidas para tal fin, sin embargo, el intento fue abortado cuando uno de estos pequeños barcos se hundió. en cerca de Cabo San Isidro, 20 km al sur de Ciudad Rey Don Felipe. Biedma mantuvo una dura disciplina entre los colonos, ejecutando recurrentemente a los colonos en la horca.
Cuando el siguiente navegante inglés, Thomas Cavendish, desembarcó en el sitio de Ciudad Rey Don Felipe en 1587, encontró las ruinas del asentamiento, así como un puñado de sobrevivientes a quienes se negó a ayudar. Retiró seis cañones del asentamiento y renombró el lugar como Puerto del Hambre.
El último superviviente conocido fue rescatado en 1590 por Andrew Merrick, capitán del Delight, el único de los cinco barcos que llegó al estrecho de una expedición organizada por otro corsario inglés, John Childley.

### Razones del fracaso
Cavendish elogió la ubicación de Ciudad Rey Don Felipe por estar en el "mejor lugar del estrecho". En 1837, la expedición francesa dirigida por Jules Dumont d'Urville inspeccionó la zona. Dumont infirió con precisión la ubicación de Ciudad Rey Don Felipe tomando nota de sus favorables condiciones geográficas.
Las enfermedades, las ejecuciones, las peleas y los encuentros violentos con los pueblos indígenas son todas las posibles causas de las altas tasas de mortalidad. Se cree que las enfermedades, en particular, proliferaron entre los colonos. Las causas más profundas que contribuyeron al fracaso del asentamiento y la muerte de la mayoría de los colonos pueden haber sido el mal humor que los colonos ya mostraban desde el comienzo del asentamiento. Este estado de ánimo se explica en parte por una serie de dificultades que tuvo que atravesar la expedición entre la salida de España y la llegada al estrecho.
La inacción del rey Felipe II a pesar de los repetidos llamamientos de Sarmiento para ayudar a la colonia enferma probablemente se debió a la presión sobre los recursos de España que resultó de las guerras con Inglaterra y los rebeldes holandeses.
El historiador Mateo Martinic ha calificado el intento de asentamiento como "el capítulo más desafortunado de la historia humana en el Estrecho de Magallanes".

## Secuelas
El fracaso español de colonizar el Estrecho de Magallanes fue tan notorio que su precedente descartó cualquier intento de colonizar el estrecho en los siglos venideros. Las propuestas para resolver el estrecho se plantearon nuevamente en los tribunales españoles en 1671 en relación con la expedición a Chile de John Narborough y nuevamente en 1702 por el gobernador de Chile Francisco Ibáñez de Peralta.  En esta última propuesta, la propia Capitanía General de Chile financiaría la liquidación con el Real Situado con la única condición de que estos pagos comiencen a llegar a tiempo.
El fracaso del asentamiento del estrecho hizo que el archipiélago de Chiloé fuera clave para proteger la Patagonia occidental de las intrusiones extranjeras. La ciudad de Valdivia, restablecida en 1645, y Chiloé actuaron como centinelas y como centros donde los españoles recolectaban inteligencia de toda la Patagonia.